# Paulina Ołowska

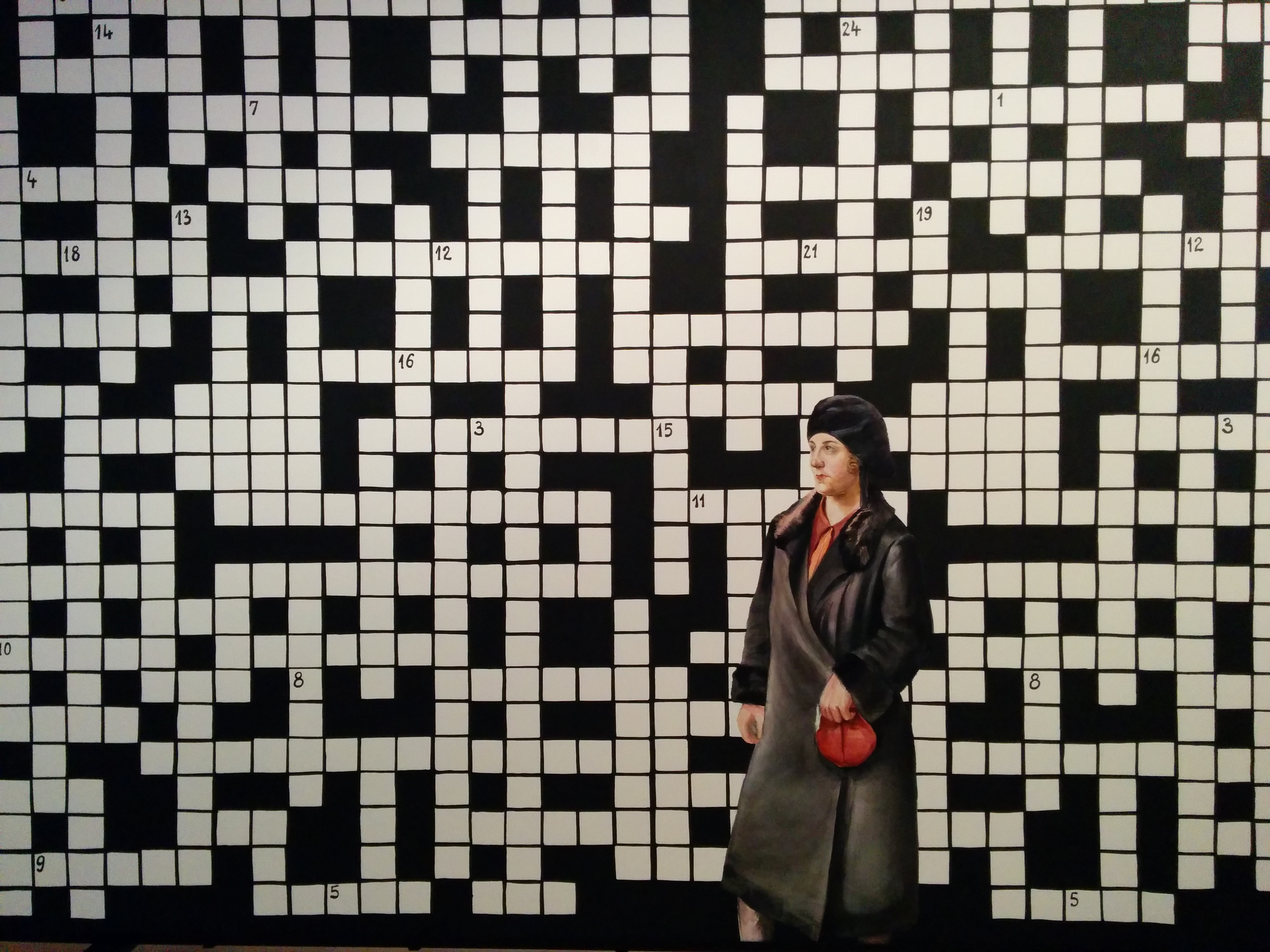
Praca Pauliny Ołowskiej Crossword Puzzle with Lady in Black Coat, 2004

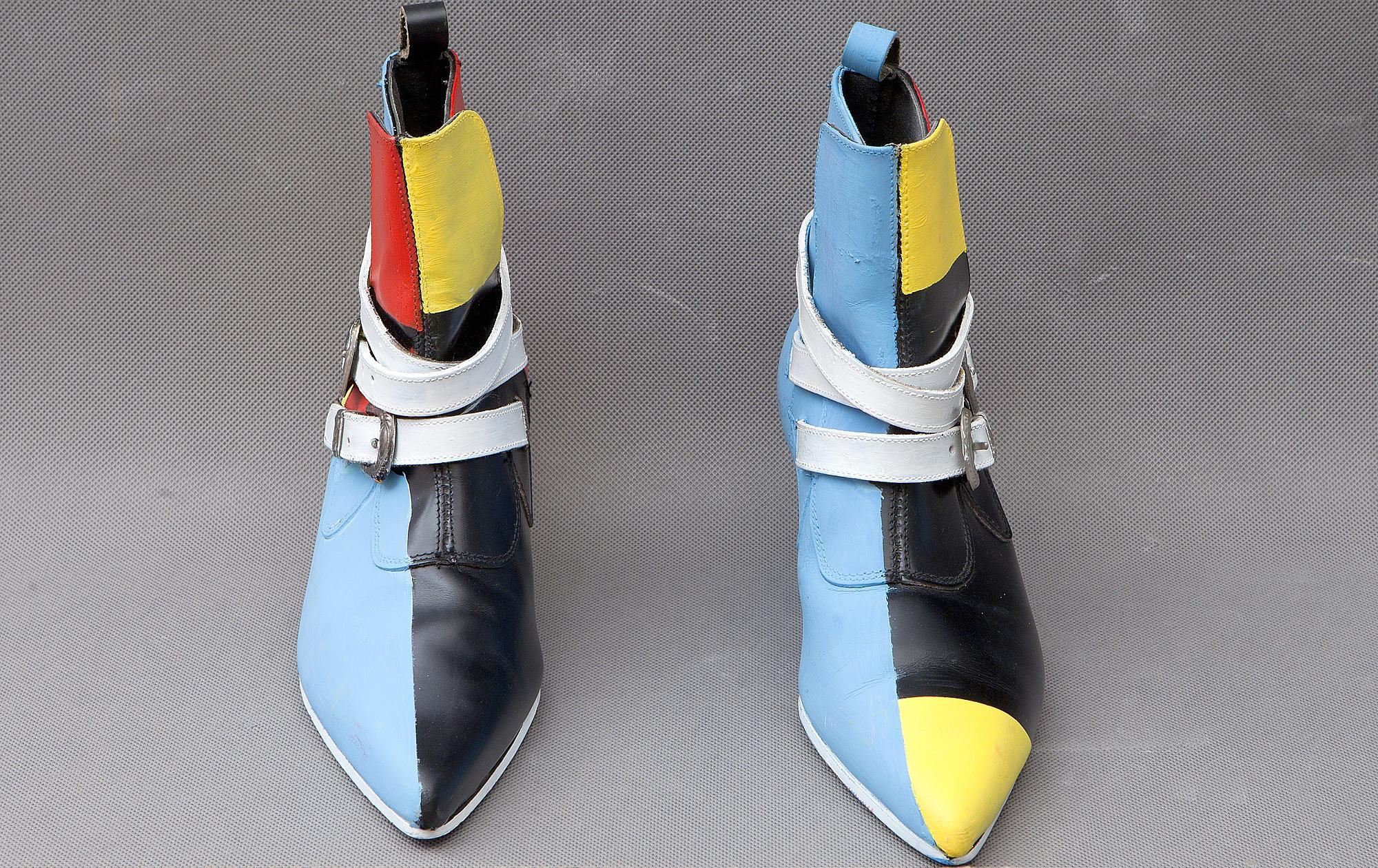
Paulina Ołowska, Buty Konstruktywistyczne typu Rockabilly, 2000

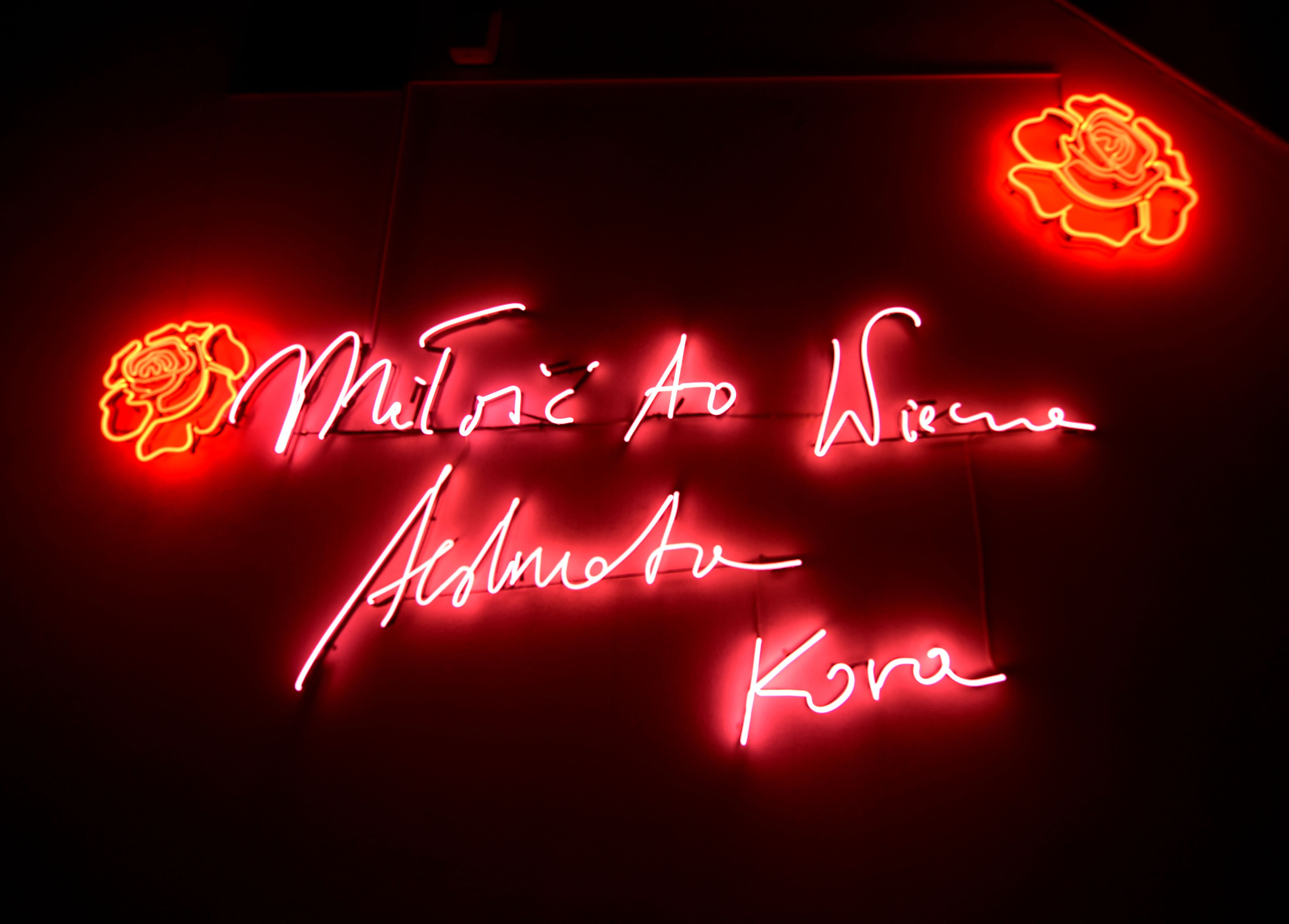
Upamiętnienie Kory – neon Miłość to wieczna tęsknota przy ul. Płatniczej 59 w Warszawie, 2018

Paulina Ołowska (ur. 1976 w Gdańsku) – polska malarka, fotografka, autorka kolaży, działająca na pograniczu performance'u, wideo, akcji społecznej i sztuki użytkowej. Polem jej artystycznych poszukiwań są modernistyczne utopie oraz badania nad twórczością artystów XX wieku, które łączy z własnymi działaniami twórczymi. Charakterystycznym wątkiem w twórczości Ołowskiej jest zainteresowanie postawami kobiecymi w sztuce i poszukiwanie „protoplastek”, takich jak Alina Szapocznikow i Zofia Stryjeńska. Artystka mieszka i pracuje w Rabce-Zdroju.

## Życiorys

### Edukacja
Studiowała w School of the Art Institute of Chicago (1995-1996) oraz malarstwo i grafikę na Wydziale Malarstwa ASP w Gdańsku (1997-2000). Stypendystka Królewskiej ASP w Hadze (1988), Centro de Art Communication Visual (Arco) w Lizbonie (1998/1999), Center for Contemporary Art Kitakyushu (1999/2000) i Rijksakademie van Beeldende Kunsten w Amsterdamie (2001/2002).

### Twórczość
Charakterystyczna dla twórczości Pauliny Ołowskiej jest synteza sztuk, artystka chętnie wykorzystuje w pracach różnorodne media, jak malarstwo, kolaż, instalację, performance, modę, muzykę.  Wspólną cechę jej prac stanowi romantyczna wizja sztuki jako nośnika pozytywnych utopii i wiara, że „sztuka może zmienić świat”. Do głównych zainteresowań Ołowskiej należą artystyczne utopie epoki modernizmu odnajdywane w założeniach wczesnego Bauhausu (projekt „Bauhaus Yoga”, 2001), kręgach rosyjskich konstruktywistów („Abstrakcja w procesie”, 2000), poszukiwaniach europejskiej awangardy początków XX wieku.
W maju 2003 roku Ołowska wspólnie z Lucy McKenzie tymczasowo prowadziły podziemny bar Nova Popularna przy ul. Chmielnej w Warszawie, w którym co tydzień odbywały się koncerty i występy. Artystki zaprojektowały wnętrze baru, w tym murale, zasłony, meble i rzeźby oraz obsługiwały gości z pomocą przyjaciół i miejscowych. Po zamknięciu Novej Popularnej artystki zaczęły tworzyć prace, które miały upamiętnić ten projekt. Seria powstałych kolaży zawiera materiały wizualne, które zainspirowały bar, w tym obrazy dzieł sztuki takich jak „A Bar at the Folies-Bergère” Édouarda Maneta (1882) i „The Absinthe Drinker” Edgara Degasa (1875-76), a także wycinki modeli ze współczesnych magazynów mody i wnętrz w stylu Art Deco z publikacji poświęconych architekturze i designowi.
Ołowska nie stroni również od performence’u. Prezentowany w Tate Modern w 2015 roku „The Mother An Unsavoury Play in Two Acts and an Epilogue” to adaptacja sztuki awangardowego dramaturga Stanisława Ignacego Witkiewicza z 1924 roku. Historia rozgrywa się w mieszczańskiej scenerii, w której halucynacje, schizofrenia, alkoholizm, obłęd i narkomania przeradzają się w surrealistyczne szaleństwo.
Artystka często powraca do twórczości Zofii Stryjeńskiej (1891-1976), zgłębiając wizjonerskie wyobrażenia polskiej artystki dwudziestolecia międzywojennego. W pracy „Bożki słowiańskie” artystka bada koncepcję baletu Stryjeńskiej jako „wieńca ceremonii” projektując kostiumy według jej malarskiego cyklu o tym samym tytule z 1918 roku. Aktorzy ubrani w surrealistyczne stroje, z ogromnymi nakryciami głowy, ozdobione pawimi piórami i łodygami pszenicy, przedstawiają fantazyjne postaci ze słowiańskiej mitologii i folkloru: boginie psot, pomyślności, losu, wiosny, zimy i nieba. Oryginalna partytura amerykańskiego artysty Sergeia Tcherepnina łączy kosmiczne dźwięki z tradycyjnymi mazurkami, polkami i oberkami, a także z „duchowym disco” i lokalną tradycją muzyczną Val Gardeny.
Inspiracją dla „Alfabetu” Pauliny Ołowskiej była książka „ABECEDA” Karela Teige, kluczowej postaci czeskiej awangardy, który w 1926 roku we współpracy z Milcą Mayerovą stworzył eksperymentalny „ruchomy alfabet”. Nawiązując do projektu Teige, Ołowska łączy rytmiczność z konstruktywistyczną fascynacją typografią i wskazuje na retoryczną funkcję tańca: troje performerów układając swoje ciała w 26 liter, od A do Z, konfrontuje alfabet języka pisanego z „alfabetem” gestów i ruchów, tworząc nowy system wyrażania znaczeń. „Alfabet” po raz pierwszy został pokazany w Berlinie w 2005 roku (Galerie Meerrettich). W 2012 roku został wystawiony w Museum of Modern Art w Nowym Jorku, a na początku 2014 roku został zaprezentowany w Muzeum Sztuki Nowoczesnej w Warszawie.
W 2004 roku Ołowska rozpoczęła projekt refabrykacji neonów, które oświetlały Warszawę w latach 60. i 70. XX wieku. Wiele neonów zostało zaprojektowanych przez artystów dla państwowych monopoli i promowało ogólne czynności, takie jak fryzjerstwo, sport i czytanie książek. Ołowska zorganizowała wystawę w Fundacji Galerii Foksal, „Obraz – wymiana – neon”, 2006, aby zebrać pieniądze na renowację i reinstalację neonu Siatkarki z 1961 roku autorstwa Jana Mucharskiego, który pierwotnie reklamował sklep sportowy na pl. Konstytucji.
Jej podejście konserwatorskie rozwinęło się perfomatywnie i z czasem, w wyniku badania i reagowania na liczne lokalne modernizmy – od regionalnego konstruktywizmu po projekty czasopism. W 2010 roku, artystka podjęła się inicjatywy społeczno-artystycznej pokrywając wielkoformatowymi malowidłami inspirowanymi projektami scenografa i malarza Jerzego Koleckiego fasadę budynku teatru „Rabcio”, w górskiej miejscowości w okolicach Krakowa. Dokonując swoistego kolażu prac odnalezionych przez nią w archiwum teatru, przeniosła je na jego budynek, na nowo uwidaczniając je w przestrzeni publicznej. Natomiast podczas stypendium w Portugalii namalowała serię obrazów nawiązujących tematyką do fotografii mody z magazynu „Ty i Ja”, kultowego pisma młodej inteligencji polskiej lat sześćdziesiątych.
Obraz zatytułowany Ewa Wawrzoń w kostiumie z przedstawienia „Nosorożec” (2003) reprezentuje charakterystyczny dla twórczości Pauliny Ołowskiej motyw zapomnianych bohaterek lub artystek. Ołowska stara się wydobyć ich historie i zinterpretować na nowo, wpisując je w szerszą narrację, przyczyniając się tym samym do budowania tradycji sztuki kobiet. Szczególnie cenione przez Ołowską są artystki sceny prowincjonalnej (choćby cykl poświęcony aktorkom Teatru Lalek Rabcio z Rabki) – kobiety ryzykowne, zaangażowane i niejednoznaczne. Ich złożona kondycja jest inspiracją do określenia współczesnej tożsamości artystki.
W latach 2018–2022 zasiadała w Kapitule Nagrody Sztuki im. Marii Anto i Elsy von Freytag-Loringhoven.
Obecnie artystka prowadzi Dom Twórczy Kadenówka w Rabce-Zdroju, gdzie zaprasza artystów do wspólnej pracy twórczej.

## Pavilionesque
Ołowska wydaje magazyn Pavilionesque, poświęcony różnym aspektom sztuki współczesnej i teatru. Czasopismo stanowi również formę aktywnego archiwum, które poszukuje i odzyskuje niepublikowane materiały archiwalne związane z teatrem, performence’m i lalkarstwem.

## Nagrody i odznaczenia
W 2014 r. otrzymała Aachen Art Prize. Nagroda jest wręczana co dwa lata przez Stowarzyszenie Przyjaciół Ludwig Forum wybitnym artystom, którzy mieli istotny wpływ na rozwój międzynarodowego świata sztuki. W 2017 roku otrzymała nominację do nagrody Bessie w kategorii "Outstanding Visual Design" za performance Slavic Goddesses—A Wreath of Ceremonies w The Kitchen w Nowym Jorku.

## Wystawy indywidualne
| Rok       | Tytuł wystawy                                                       | Miejsce ekspozycji                                                  |
| --------- | ------------------------------------------------------------------- | ------------------------------------------------------------------- |
| 2023      | Squelchy Garden Mules and Mamunas                                   | Pace Gallery, Londyn                                                |
| 2023      | Visual Persuasion                                                   | Fondazione Sandretto Re Rebaudengo, Turyn                           |
| 2023      | Resonance                                                           | Kurimanzutto, Meksyk                                                |
| 2022      | Her Hauntology                                                      | Kistefos Museum, Jevnaker                                           |
| 2021      | Haus Proud                                                          | Metro Pictures Gallery, Nowy Jork                                   |
| 2021      | 30 Minutes Before Midnight                                          | Simon Lee Gallery, Hong Kong                                        |
| 2019      | Destroyed Women                                                     | Simon Lee Gallery, Londyn                                           |
| 2018      | Belavia                                                             | Metro Pictures Gallery, Nowy Jork                                   |
| 2018      | Amoreski: intelektualny koktajl erotyki kobiecej                    | Galeria Foksal, Warszawa                                            |
| 2017      | Slavic Godesses                                                     | Fundacja Galerii Foksal, Warszawa                                   |
| 2017      | Paulina Olowska: Slavic Goddesses – A Wrath of Ceremonies           | The Kitchen, Nowy Jork                                              |
| 2017      | The Method                                                          | Galeria Miejska, Gdańsk                                             |
| 2016      | Wisteria, Mysteria, Hysteria                                        | Metro Pictures, Nowy Jork                                           |
| 2015      | Needle / Nadel                                                      | Ludwig Forum, Akwizgran                                             |
| 2015      | Matka. Niesmaczna sztuka w dwóch aktach z epilogiem                 | Tate Modern, Londyn                                                 |
| 2014      | Czar Warszawy                                                       | Zachęta Narodowa Galeria Sztuki, Warszawa                           |
| 2013/2014 | Au Bonheur des Dames                                                | Stedelijk Museum, Amsterdam                                         |
| 2010      | Applied Fantastic                                                   | Metro Pictures Gallery, Nowy Jork                                   |
| 2010      | Accidental Collages                                                 | Tramway, Glasgow                                                    |
| 2010      | The Magnificent Seven                                               | CCA Wattis Institute for Contemporary Arts, San Francisco           |
| 2009      | Niezgrabne przedmioty. Alina Szapocznikow                           | Muzeum Sztuki Nowoczesnej, Warszawa                                 |
| 2009      | „Head-Wig” (Portrait of the exhibiton), selected by Paulina Ołowska | Camden Arts Centre, Londyn                                          |
| 2008      | Punkty odniesienia                                                  | Muzeum Narodowe, Warszawa                                           |
| 2007      | Salty Water                                                         | Portikus, Frankfurt                                                 |
| 2007      | Noël sur le balcon / Hold the Color                                 | Sammlung Goetz, Monachium                                           |
| 2007      | Nowa Scena                                                          | Metro Pictures Gallery, Nowy Jork                                   |
| 2006      | Pożegnanie wiosny (z Joanną Zielińską)                              | CSW Zamek Ujazdowski, Warszawa                                      |
| 2006      | Rainbow Brite                                                       | CSW Zamek Ujazdowski, Warszawa                                      |
| 2006      | Hello To You Too                                                    | Cabinet Gallery, Londyn                                             |
| 2006      | Obraz – Wymiana – Neon / Painting – Exchange – Neon                 | Fundacja Galerii Foksal, Warszawa                                   |
| 2004      | „Suspicious?”, billboard project                                    | New Context Gallery, Chicago                                        |
| 2004      | Asymmetric Display                                                  | Galerie Daniel Buchholz, Kolonia                                    |
| 2004      | Sie musste die Idee eines Hauses als Metapher verwerfen             | Kunstverein Braunschweig, Brunswick                                 |
| 2005      | Istalacja                                                           | Museum Abteiberg, Mönchengladbach, Sammlung Provinzial Versicherung |
| 2005      | Metaloplastyka                                                      | Galerie Daniel Buchholz, Kolonia                                    |
| 2003      | In Lubelian                                                         | Cabinet Gallery, Londyn                                             |
| 2003      | Nova Popularna (z Lucy McKenzie)                                    | Warszawa                                                            |
| 2002      | Romansując z awangardą                                              | Państwowa Galeria Sztuki, Sopot                                     |
| 2001      | Heavy Duty (z Lucy McKenzie)                                        | Inverleith House, Edynburg                                          |
| 2000      | Abstrakcja w procesie                                               | Zebra Gallery, Tartu                                                |
| 2000      | Na wiosnę                                                           | Galeria Entropia, Wrocław                                           |
| 2000      | Summer Discount                                                     | Bagatte Gallery, Gdańsk                                             |
| 1999      | Triumph of Youth                                                    | ASP, Gdańsk                                                         |
| 1999      | Who likes sport style                                               | Telhal 59 Gallery, Lizbona                                          |
| 1999      | Two Strangers on Satumus (z H. Lund)                                | Królewska Akademia Sztuk Pięknych, Haga                             |

## Wybrane performansy
| Rok  | Tytuł performansu                                        | Miejsce                                                                             |
| ---- | -------------------------------------------------------- | ----------------------------------------------------------------------------------- |
| 2022 | The Revange of the Wise Woman                            | Art in Mayfair Program, Hanover Square, Londyn                                      |
| 2022 | Naughty Nymphs in the Courtyard of the Favorites         | The Art Institute of Chicago, Chicago                                               |
| 2021 | Grotesque Alphabet (after Roland Tapor)                  | Walker Art Center, Minneapolis                                                      |
| 2019 | Abeceda (after Milca Mayerova)                           | Mimosa House, Londyn                                                                |
| 2018 | Slavic Goddesses and The Ushers                          | Furla Series #01: Time after Time, Space after Space, Museo del Novecento, Mediolan |
| 2018 | The Wise Woman                                           | NGV Triennial, National Gallery of Victoria, Melbourne                              |
| 2017 | Slavic Goddesses—A Wreath of Ceremonies                  | The Kitchen, Nowy Jork                                                              |
| 2015 | The Mother An Unsavoury Play in Two Acts and an Epilogue | TATE, Londyn                                                                        |
| 2012 | Alphabet                                                 | Museum of Modern Art, Nowy Jork                                                     |

## Prace w zbiorach
Jej obrazy i instalacje znajdują się w kolekcjach Centrum Pompidou w Paryżu, nowojorskiego MoMA czy Tate Modern w Londynie.